# 安德烈·柯爾莫哥洛夫
安德雷·尼古拉耶維奇·柯爾莫哥洛夫（俄语：Андре́й Никола́евич Колмого́ров，羅馬化：Andrey Nikolaevich Kolmogorov，1903年4月25日—1987年10月20日），俄国數學家，主要研究概率論、算法信息論、拓撲學、直觉主义逻辑、紊流、经典力学和計算複雜性理論，最為人所道的是對概率論公理化所作出的貢獻。他曾說：「概率論作為數學學科，可以而且應該從公理開始建設，和幾何、代數的路一樣」。

## 生平
柯爾莫哥洛夫于1903年出生在坦波夫。他的未婚母亲在分娩时死亡。他的阿姨们在靠近雅罗斯拉夫尔的图诺什纳外公家把他养大。关于他父亲所知甚少。据说曾是农学家，在参加反对沙皇的革命运动后被从圣彼得堡驱逐到外省，于1919年失踪，被认为死于俄国内战。柯爾莫哥洛夫在阿姨的乡村学校上学，他最初的文学成就和数学文章都发表于校报。青少年时设计了永动机，连老师也看不出哪里出了必要的错误。1910年，阿姨收养他然后移居莫斯科，他在那里上了文科中学，于1920年毕业。

## 外部連結
- Kolmogorov的數學觀與業績／伊藤清 （页面存档备份，存于）
- 安德烈·柯爾莫哥洛夫在數學譜系計畫的資料。